# 瑟萊斯徹爾峰
瑟萊斯徹爾峰（英語：Celestial Peak）是南極洲的山峰，位於奧次地，處於布洛瓦韋山以北15公里，屬於威爾遜山的一部分，海拔高度1,280米，由新西蘭探險隊命名，現時由南極條約體系管理。